# Paco Ŝako
Paco Ŝako (Esperanto: [ˈpa.t͡so ˈʃa.ko], "vredesschaken") is een abstracte en  strategische schaakvariant voor twee personen uit het jaar 2017 van Felix Albers, die in essentie de basisregels van het schaken gebruikt en deze een beetje aanpast. In tegenstelling tot bij schaken worden in Paco Ŝako geen stukken geslagen, maar stukken verenigd, die daarna door beide spelers worden aangestuurd en alleen door nieuwe verenigingen losgemaakt kunnen worden. Het stuk van eigen kleur in het tweetal wordt dan vervangen door het stuk dat 'het tweetal sloeg'. Het vrijgekomen stuk mag vervolgens direct doorspelen, waardoor een ketting van opeenvolgende zetten kan ontstaan.
Het spel wordt gespeeld op een normaal schaakbord met 32 schaakstukken. Het doel van het spel is om de koning van de tegenstander te verenigen met een eigen schaakstuk.